# Dolores Hidalgo
Dolores Hidalgo é um município do estado de Guanajuato, no México. Se localiza na região norte-centro do estado e tem uma extensão de 1 590 km². A cidade é reconhecida por decreto, tanto o local quanto pelo governo federal, como o Berço da Independência do México, porque o tribunal de sua paróquia, presenciou o famoso Grito de Dolores, o chamado inicial para pegar armas contra o regime Vice-Reino da Nova Espanha e da coroa espanhola emitido pelo seu pai Miguel Hidalgo y Costilla em 16 de setembro de 1810.